# Elecciones federales de México de 2018 en Baja California
Las Elecciones federales en Baja California de 2018 se llevaron a cabo el domingo 1 de julio de 2018, renovándose los titulares de los siguientes cargos de elección popular del estado mexicano de Baja California:
Diputados Federales de Baja California: 8 Electos por mayoría relativa elegidos en cada uno de los Distritos electorales, mientras otros son elegidos mediante representación proporcional. 
Las coaliciones que participan en el estado son "Por México al Frente" y "Juntos Haremos Historia". La coalición federal de "Todos por México" participó dividida en los tres partidos políticos que la conforman, así lo anunciaron los dirigentes estatales de cada fuerza política.

## Diputados federales

División política de los distritos electorales federales en Baja California.

## Senadores
|  | 27.21 % |

|  | 8.33 % |

|  | 55.71 % |

|  | 3.03 % |

|  | 2.42 % |

|  | 29.53 % |

|  | 11.38 % |

|  | 50.62 % |

|  | 3.07 % |

|  | 1.99 % |

|  | 20.99 % |

|  | 15.83 % |

|  | 53.94 % |

|  | 2.86 % |

|  | 2.56 % |

|  | 17.44 % |

|  | 6.48 % |

|  | 68.70 % |

|  | 2.70 % |

|  | 1.90 % |

|  | 27.55 % |

|  | 10.36 % |

|  | 53.28 % |

|  | 2.04 % |

|  | 3.03 % |

|  | 24.62 % |

|  | 11.19 % |

|  | 55.19 % |

|  | 3.60 % |

|  | 2.02 % |

|  | 22.57 % |

|  | 11.38 % |

|  | 56.97 % |

|  | 03.12 % |

|  | 2.00 % |

|  | 19.91 % |

|  | 8.60 % |

|  | 63.57 % |

|  | 2.95 % |

|  | 1.90 % |

## Resultados Cámara de Diputados
|  | 18.8 % |

|  | 9.1 % |

|  | 1.7 % |

|  | 5.1 % |

|  | 3.5 % |

|  | 2.8 % |

|  | 2.3 % |

|  | 49.7 % |

|  | 3.5 % |

|  | 97.61 % |

|  | 2.12 % |

|  | .13 % |

|  | 52.83 % |

|  | 47.17 % |

## Encuestas

### Senado
| Encuestadora | Fecha               | Gina Cruz | Alejandro Arregui | Ignacio Anaya | Jaime Bonilla | Efraín Monreal | NC/NS  | Nulo  |
| ------------ | ------------------- | --------- | ----------------- | ------------- | ------------- | -------------- | ------ | ----- |
| Encuestadora | Fecha               |           |                   |               |               |                | NC/NS  | Nulo  |
| Plural.mx    | 5 de marzo de 2018  | 18%       | 19%               | 2%            | 22%           | 3%             | 36%    | -     |
| EnLíneaBC    | 15 de abril de 2018 | 27.31%    | 16.23%            | 4.07%         | 25.49%        | 3.02%          | 23.88% | -     |
| El Vigía     | 22 de mayo de 2018  | 22.1%     | 10.2%             | 1.8%          | 50.8%         | 1.1%           | -      | 14.1% |